# Epidemia de dengue de 2019-2020 en Chile
La epidemia de dengue en Chile se inició en 2019 cuando se registraron 38 casos confirmados. El siguiente año hubo 7 casos confirmados.

## Cronología

### 2019
El 22 de mayo el Ministerio de Salud informó del plan nacional para evitar la expansión del mosquito Aedes Aegypti, responsable de la enfermedad de dengue, y eliminar su población en la Isla de Pascua.
En todo el año 2019, se registraron 38 casos confirmados de dengue en Chile insular, específicamente en la Provincia de Isla de Pascua perteneciente a la Región de Valparaíso.

### Febrero de 2020
El 6 de febrero, el Instituto de Salud Pública de Chile notificó que nuevamente en Isla de Pascua se registraron 2 infectados, dos mujeres de 27 y 49 años respectivamente, que según la OMS se habían contagiado en enero.
El 9 de febrero, la Secretaría Regional Ministerial de Salud registró dos infectados en Iquique, Región de Tarapacá, en el norte del país, provenientes de Bolivia que fueron los primeros casos del virus dengue ese año en el área continental.
El 19 de febrero, se registraron dos nuevos infectados de dengue en Iquique y se mantuvieron en observación otros cinco posibles casos.